# آرتور شاو (بازیکن فوتبال، زاده ۱۸۶۹)
آرتور شاو (انگلیسی: Arthur Shaw؛ ۱ اوت ۱۸۶۹ – ۱۹۴۶ (۷۶−۷۷ سال)) بازیکن فوتبال اهل بریتانیا بود.
از باشگاه‌هایی که در آن بازی کرده‌است می‌توان به باشگاه فوتبال ناتینگهام فارست و باشگاه فوتبال نوتس کانتی اشاره کرد.